# Isingufsa
Die Isingufsa (norwegisch für [sic!] Vereisende Klippe) ist ein Felsenkliff im ostantarktischen Königin-Maud-Land. In der Sverdrupfjella bildet es den nordöstlichen Teil des Massivs des Isingen.
Erste Luftaufnahmen entstanden bei der Deutschen Antarktischen Expedition (1938–1939) unter der Leitung von Alfred Ritscher. Norwegische Kartographen, die das Kliff auch benannten, kartierten es anhand von Luftaufnahmen und Vermessungen der Norwegisch-Britisch-Schwedischen Antarktisexpedition (1949–1952) sowie Luftaufnahmen der Dritten Norwegischen Antarktisexpedition (1956–1960).